# Tour de Taiyuán femenino
La Tour de Taiyuán femenino es una carrera ciclista profesional femenina de un día que se realiza en el mes mayo en Taiyuán y sus alrededores en la provincia de Shanxi en la República Popular China en el marco de la Semana Internacional de la Bicicleta en China Taiyuan.
La primera edición se corrió en 2019 como parte del circuito Calendario UCI Femenino bajo categoría 1.2 y cuenta con una versión masculina homónima.

## Palmarés
| Año  | Ganador         | Segundo       | Tercero        |           |
| ---- | --------------- | ------------- | -------------- | --------- |
| 2019 | Arianna Fidanza | Lisa Morzenti | Wing Yee Leung |           |
| 2020 |                 |               |                |           |
| 2021 | cancelada       | cancelada     | cancelada      | cancelada |

## Palmarés por países
| País   | Victorias |
| ------ | --------- |
| Italia | 1         |